# Marcelo Ebrard
Marcelo Ebrard (Cidade do México, 10 outubro de 1959) é um político mexicano e ex-Ministro das Relações Exteriores do México empossado pelo presidente Andrés Manuel López Obrador, cargo que ocupou desde 1° de dezembro de 2019 até 12 Junho  2023 quando  renunciou ao cargo para se candidatar à Presidência. 
Foi chefe de governo do Distrito Federal mexicano (2006-2012) e deputado (1997-2000). 
Sua família é de origem francesa, ele estudou na Escola Nacional de Administração, França. 
Como ministro ofereceu asilo político ao presidente boliviano Evo Morales em México.
20 Junho 2024 a Presidenta eleita Cláudia Sheinbaum anunciou sua nomeação como o novo Ministro de Economía, a partir de Outubro deste ano.
- Wikinotícias